# 沈佳潤
沈佳潤（： Nina，2006年11月9日—），藝名NINA，是在韓國發展的中國KPOP歌手，為中國喜劇演員小沈阳之女。她於2025年6月19日正式出道，並推出首張迷你專輯《NEVER AFRAID》。

## 音樂作品

### 迷你专辑
| 專輯 | 專輯資料 | 曲目                                                                                  |
| 1st  | 《NEVER AFRAID》 - 數位版發行日期：2025年6月19日 - 語言：韓語、英語 - 實體專輯銷量： - Kit版銷量: - 黑膠銷量: - 總銷量: | 曲目 1. Freeze! 2. 어제,오늘,내일(Yesterday, Today, Tomorrow) 3. No Doubt 4. One Spot |

## 個人生活
2013年，沈佳潤參加了真人秀《人生第一次》第二季，沈佳潤及家人也在節目中向觀眾呈現家庭生活狀態

## 演藝生涯
2025年6月11日，沈佳潤正式宣布以solo歌手身分進軍韓國樂壇。韓國娛樂公司BNB MUSIC透過官方聲明確認，NINA的首張迷你專輯《NEVER AFRAID》將於6月19日15時全球發行 。
2025年6月18日，沈佳潤正式發佈出道曲《Freeze!》MV預告。
2025年6月19日，沈佳潤正式出道，首張迷你專輯《NEVER AFRAID》發行。

## 外部連結
- 沈佳潤的Instagram帳戶
- 沈佳潤的新浪微博
- YouTube上的沈佳潤頻道
- 沈佳潤的抖音账号
- 沈佳潤的TikTok
- 沈佳潤的嗶哩嗶哩個人空間